# Carduus crispus
El cardo de burro  (Carduus crispus)  es una especie de cardo de la familia Asteraceae.

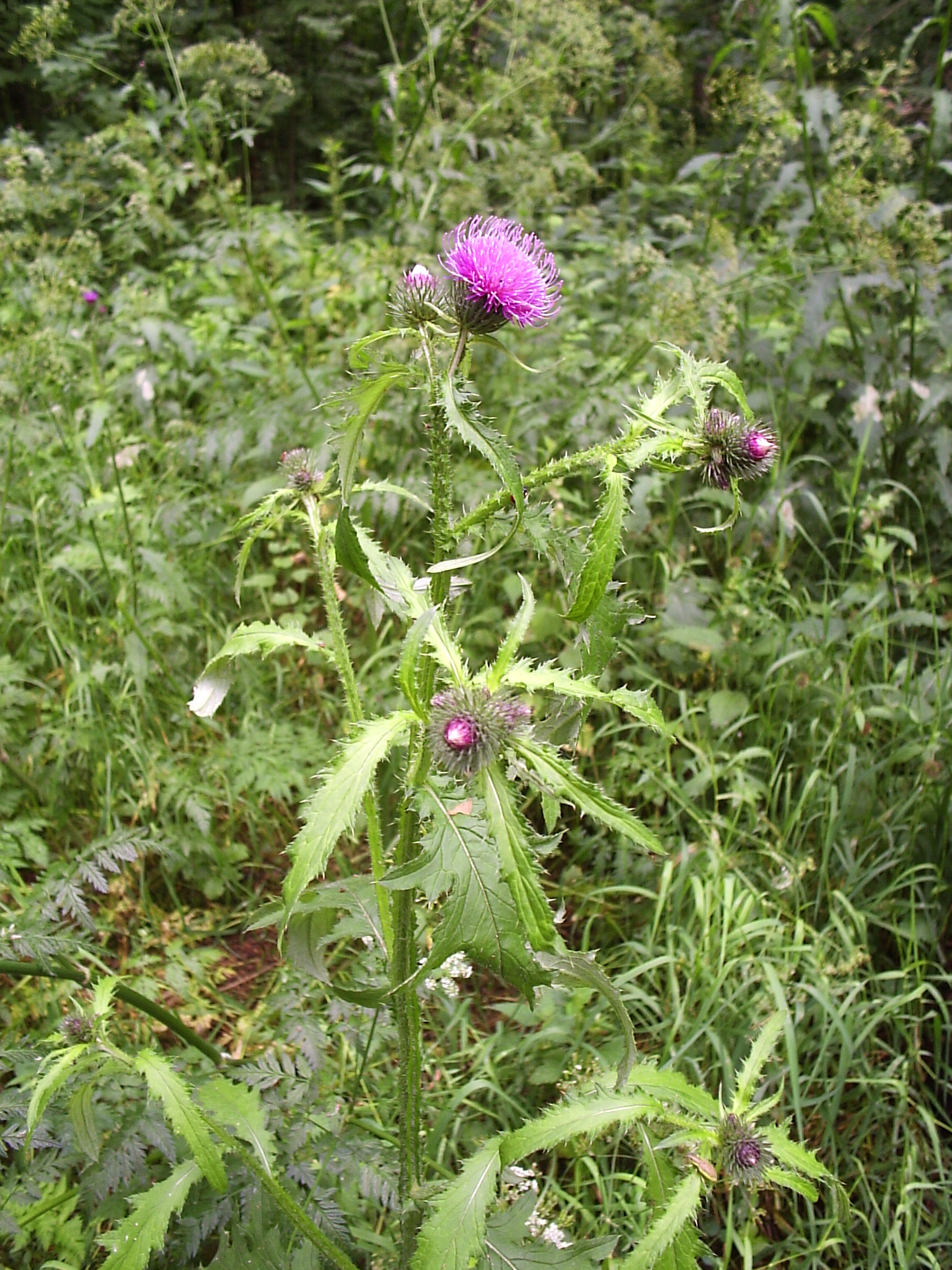
Habitus

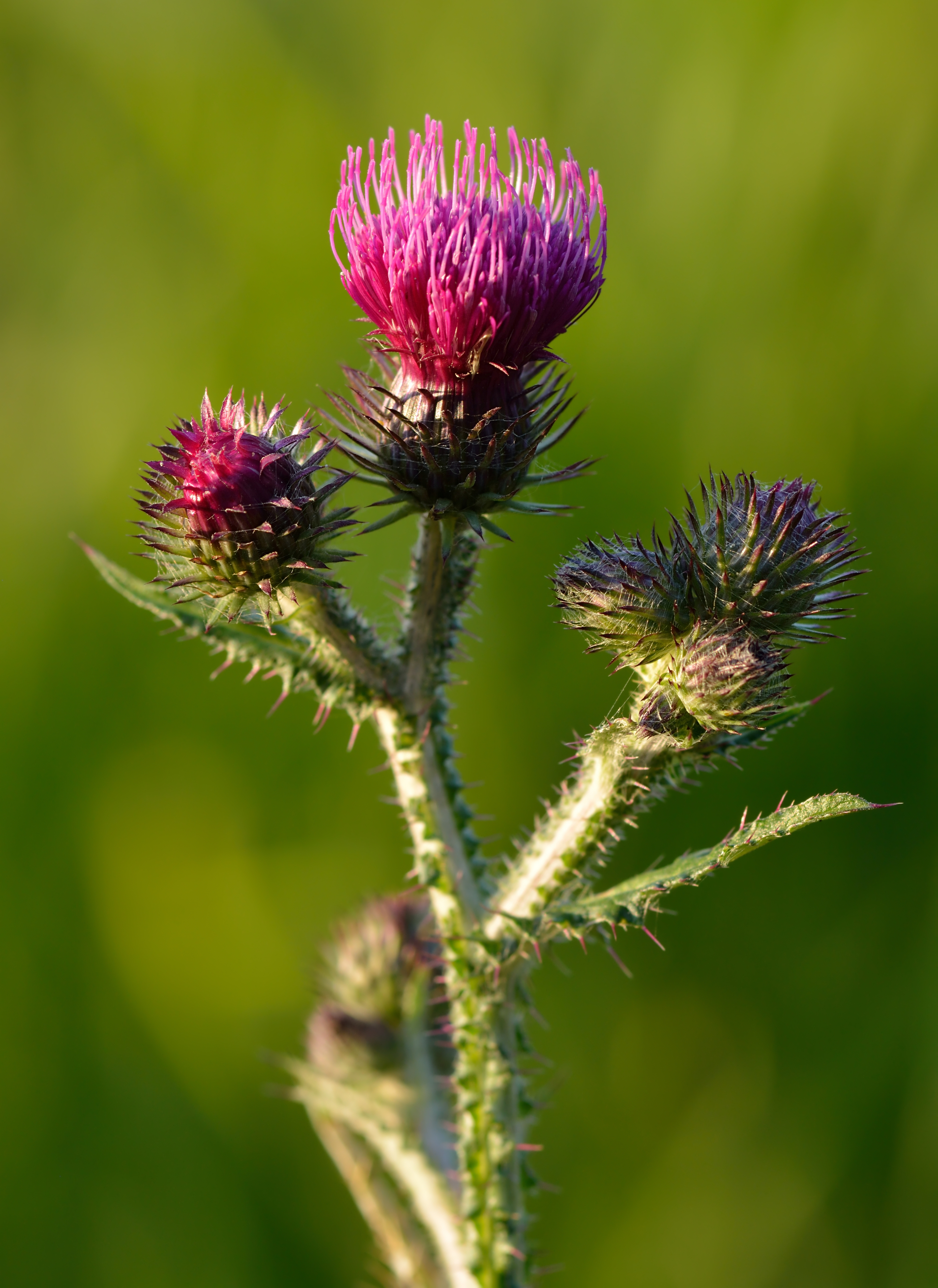
Inflorescencia

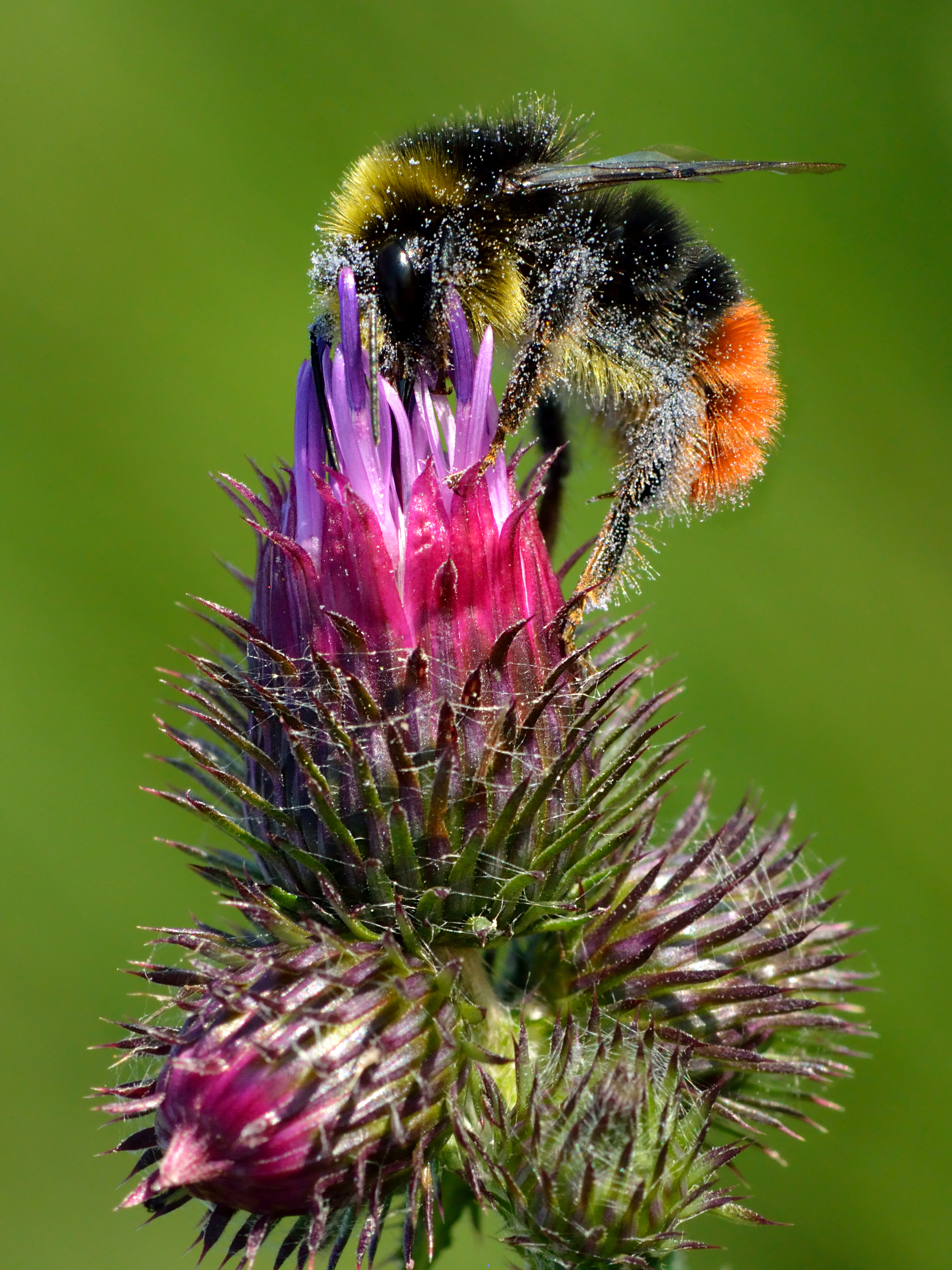
Bombus lapidarius sobre Carduus crispus en floración incipiente

*Nota: la validez taxonómica de la especie de Carlos Linneo es discutida y, de momento, se queda como un taxón sin resolver, al igual que él descrito por Gouan en 1764; mientras aquel descrito por William Hudson es un mero sinónimo de Carduus acanthoides L. y él de Angel Guirão y Navarro ex Carl Frederik Nyman, 1879,  sería entonces el único válido y aceptado.

## Descripción
Como Carduus acanthoides - con el cual se puede confundir fácilmente - pero con distintivos en la espinososidad de los tallos alados y de su resistencia a la rotura, características difíciles de apreciar, y la segunda de ellas es inutilizable con ejemplares secos. Puede alcanzar 1,5m. Las hojas son lanceoladas a oblanceoladas, con 6-8 pares de cortos lóbulos espinosos, o dientes redondeados; el envés algodonoso-tomentoso, por lo menos cuando jóvenes. Capítulos globulares, de 1,5.2,5 cm, en una inflorescencia de 2-5, en cabillos estrechamente alados. Flores de 1,2-1,5 cm; brácteas involucrales externas imbricadas, con el ápice recurvado, y las internas más largas y sin ápice espinoso pero de color púrpura oscuro. Florece en julio-septiembre.

## Distribución y hábitat
En gran parte de Europa, excepto en Portugal, Irlanda, Gran Bretaña, Islandia, Albania, Grecia y Turquía. Introducido en Norteamérica.

## Usos
Ecología
La especie es un alimento favorito de las orugas de la mariposa dama pintada (Vanessa cardui), que deriva su nombre específico, cardui, por su preferencia por los cardos. También se utiliza por las abejas para la producción de miel.
Medicinal
Han encontrado que los extractos de esta planta  tiene propiedades anti-cáncer, el principal de los cuales es Crispine B.[cita requerida]
También se dice que tiene propiedades tónicas y analgésicas en sus raíces.[cita requerida]

## Taxonomía
Carduus crispus fue descrito por  Carlos Linneo y publicado en Species Plantarum, vol, 2, p. 821–822, 1753.
Citología
Número de cromosomas: 2n=16
Etimología
- Carduus: nombre genérico derivado del latín cardŭus, -i, «cardo» en el más amplio de sus sentidos, o sea no solo el género Carduus pero también unas cuantas plantas espinosas de diversas familias (Asteraceae, Dipsacaceae, Umbelliferae...).[9] Parece que el vocablo no tiene origen indoeuropeo, pero más bien de un latín provincial de África del actual Túnez -entonces Cartago- donde se empleaba la palabra cerda, c(h)erda (atestada en un Pseudo Dioscórides como χέρδαν) para designar el Cardo corredor; dicho vocablo tendría un origen bereber o púnico desde una raíz «qrd» con la idea de «pinchar, picar» y evolucionaría hasta un cardus y carduus al mismo tiempo que se ampliaría su uso a otras plantas espinosas.[10] Plinio el Viejo, en su Naturalis Historia (19, 54, 152, 153), empleo el vocablo cardus para designar las alcachofas y los cardos de comer, refiriéndose en particular a los cultivados en Cartago y Córdoba («...carduos apud Carthaginem Magnam Cordubamque...»),[11] en lugar de cǐnăra, más clásico, reforzando el probable origen provincial aludido.

- crispus: epíteto latíno que significa "rizado".[12]

Sinonimia
- Carduus agrestis Kern., 1895 non C.Presl, 1826
- Carduus fissurae Nyár.
- Carduus incanus Klokov
- Carduus inclinans Stokes

Todas los taxones infraespecíficos descritos son también sinónimos, excepto Carduus crispus subsp. multiflorus (Gaudin) Franco.

## Nombre común
- Castellano: ajonjera, camaléon, carasol, cardina, cardo, cardo ajónjico, cardo de burro, cardo dorado, cardo labrado, carlina, girasol, mirasol, peine, sol.[14]